# Schutz (Eifel)

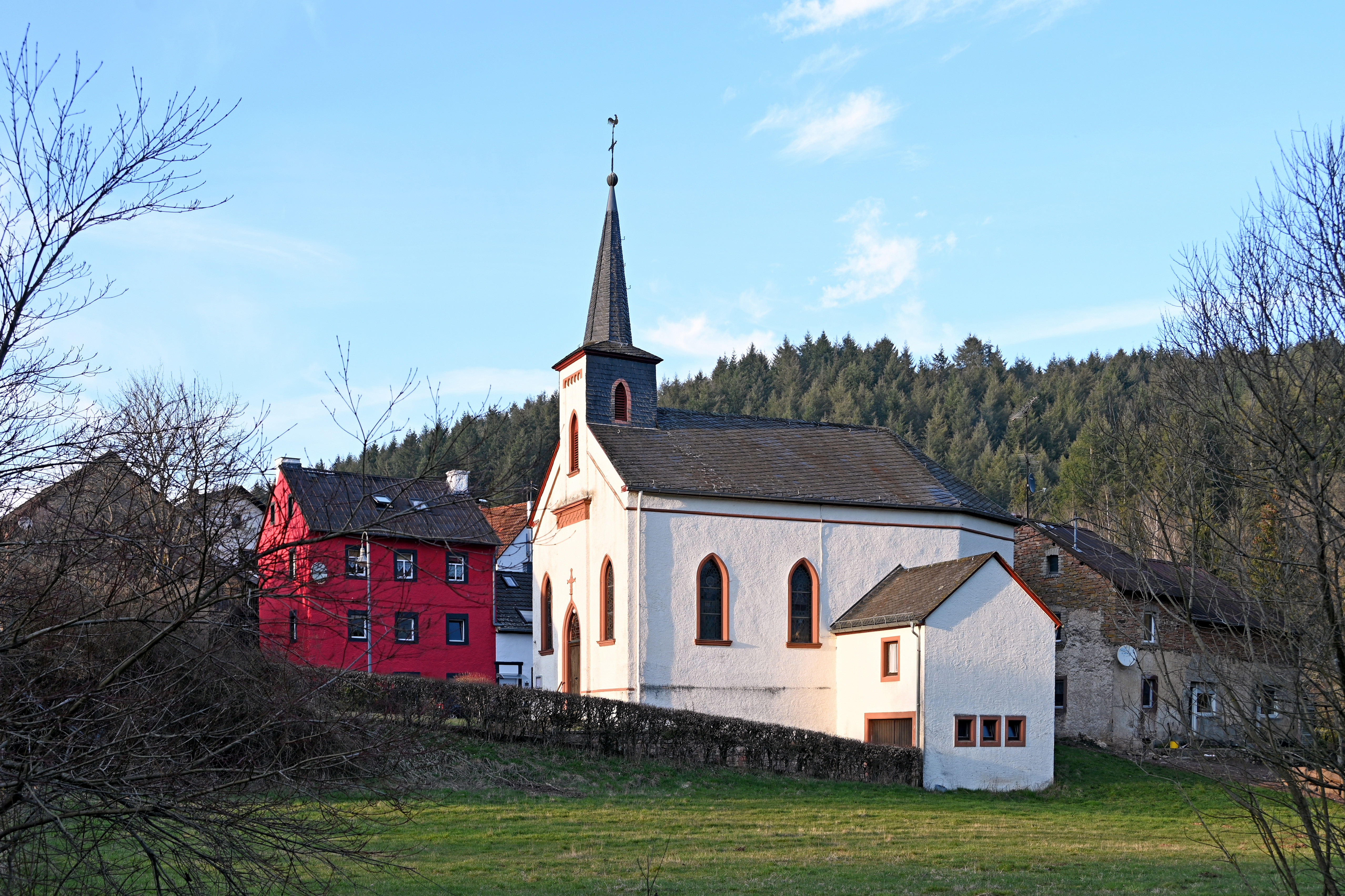
St. Barbara und St. Wendelin, Südwestseite

Schutz ist eine Ortsgemeinde im Landkreis Vulkaneifel in Rheinland-Pfalz. Sie gehört der Verbandsgemeinde Daun an und liegt am Burberg (528,5 m ü. NHN).

## Nachbarorte
- Wallenborn 5 km
- Weidenbach 3,5 km
- Bleckhausen 1,3 km
- Deudesfeld 3,5 km
- Niederstadtfeld 4,2 km

## Geschichte
Im Jahr 1238 wurde Schutz erstmals urkundlich erwähnt.
Bis zum Ende des 18. Jahrhunderts gehörte Schutz landesherrlich zum Kurfürstentum Trier und stand unter der Verwaltung und der Gerichtsbarkeit des Amtes Manderscheid.
Im Jahr 1794 wurde das Linke Rheinufer im ersten Koalitionskrieg von französischen Revolutionstruppen besetzt. Von 1798 bis 1814 gehörte Schutz zum Kanton Manderscheid im Saardepartement.
Auf dem Wiener Kongress (1815) kam die Region an das Königreich Preußen, Schutz wurde 1816 dem neu errichteten Kreis Daun im Regierungsbezirk Trier zugeordnet und von der Bürgermeisterei Weidenbach verwaltet. Zu Schutz gehörten die Heckelsmühle (richtig: Hinkelsmühle), die Regmühle und die Rutschmühle. Letztere ist nicht mehr erhalten.

Ansichten
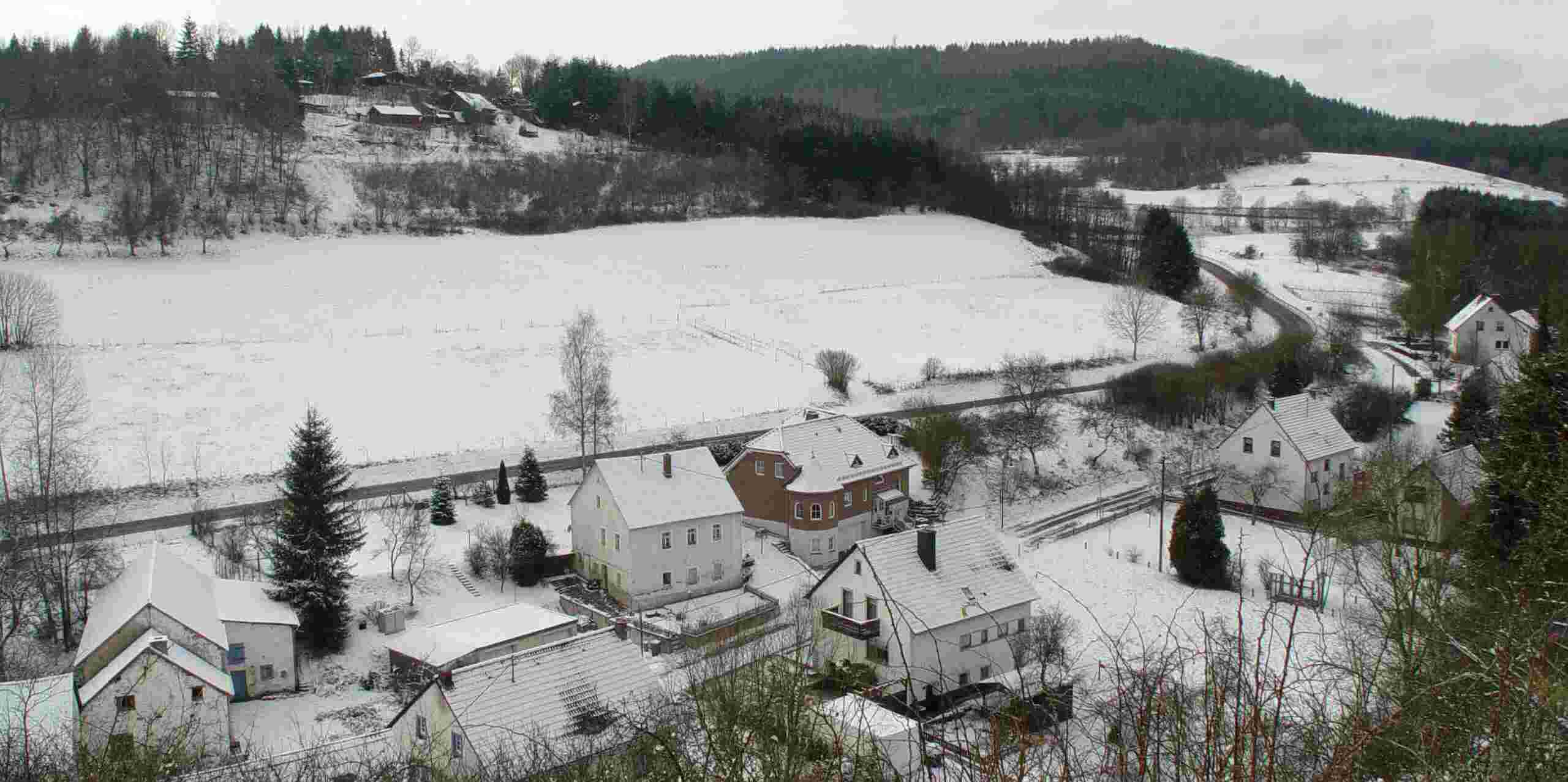
Westlicher Ortsteil (Winter 2003)
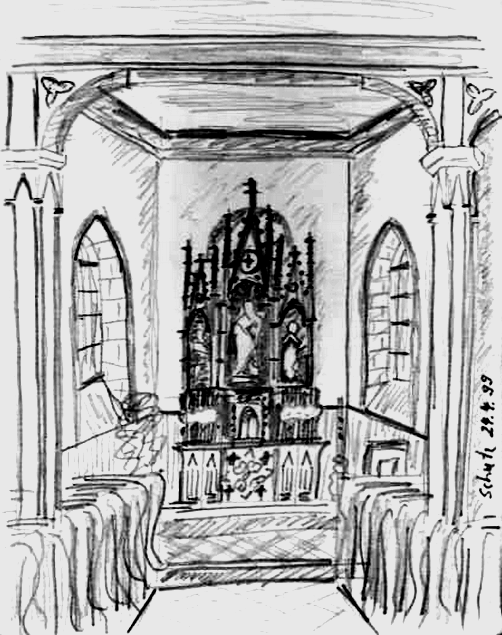
St.-Wendelin-Kapelle, Bleistiftskizze (1999)

Die St.-Wendelin-Kapelle stammt in ihrer heutigen Form aus dem Jahr 1845.
Nach dem Zweiten Weltkrieg wurde die Gemeinde Schutz innerhalb der französischen Besatzungszone Teil des damals neu gebildeten Landes Rheinland-Pfalz.
Bevölkerungsentwicklung
Die Entwicklung der Einwohnerzahl von Schutz, die Werte von 1871 bis 1987 beruhen auf Volkszählungen:
| Jahr | Einwohner |
| 1815 | 122       |
| 1835 | 131       |
| 1871 | 160       |
| 1905 | 162       |
| 1939 | 176       |

| Jahr | Einwohner |
| 1950 | 164       |
| 1961 | 176       |
| 1970 | 195       |
| 1987 | 154       |
| 2005 | 152       |

## Politik

### Bürgermeister
Thomas Oertlin ist seit dem 13. August 2019 Ortsbürgermeister von Schutz.
Oertlins Vorgängerin Nadine Bläser hatte das Amt fünf Jahre ausgeübt.

### Wappen
| Wappen von Schutz | Blasonierung: „Unter rotem Schildhaupt, darin ein goldener Zickzackbalken, in Silber ein grüner Berg, darin ein silbernes Mühlrad.“ |
| Wappen von Schutz | |